# Robert Burton (Schauspieler)
Robert Burton (* 13. August 1895 in Eastman, Georgia; † 29. September 1962 in Woodland Hills, Los Angeles, Kalifornien) war ein US-amerikanischer Schauspieler.

## Leben
Im Alter von 57 Jahren debütierte Robert Burton 1952 als Filmschauspieler gleich in sieben verschiedenen Produktionen, darunter Stadt der Illusionen und Die letzte Entscheidung. In den folgenden zehn Jahren bis zu seinem Tod im Jahr 1962 wirkte er in über 150 Film- und Fernsehproduktionen mit, was ihm zu einem sehr vielbeschäftigten Nebendarsteller machte. Häufig verkörperte Burton strenge, manchmal auch unfreundliche und korrupte Machtfiguren wie Polizeikommissare. Sheriffs, Politiker, Geschäftsmänner und Offiziere. Neben vielen Kinorollen übernahm er Gastauftritte in Serien wie Twilight Zone, Rauchende Colts, Perry Mason, Mister Ed und Maverick.

## Filmografie (Auswahl)
- 1952: Die letzte Entscheidung (Above and Beyond)
- 1952: Stadt der Illusionen (The Bad and The Beautiful)
- 1953: Die schwarze Perle (All the Brothers Were Valiant)
- 1953: Ein verwöhntes Biest (The Girl Who Had Everything)
- 1953: Heißes Eisen (The Big Heat)
- 1953: Schrei des Gejagten (Cry of the Hunted)
- 1953: Vorhang auf! (The Band Wagon)
- 1954: Die gebrochene Lanze (Broken Lance)
- 1954: Taza, der Sohn des Cochise (Taza, Son of Cochise)
- 1954: Terror in Block 11 (Riot in Cell Block 11)
- 1955: Ein Mann namens Peter (A Man Called Peter)
- 1955: In Frisco vor Anker (Hit the Deck)
- 1957: Einer gegen fünf (Domino Kid)
- 1957: Tödlicher Skandal (Slander)
- 1957: Um Kopf und Kragen (The Tall T)
- 1957: Frankensteins Tod (I Was a Teenage Frankenstein)
- 1958: Blaue Nächte (Mardi Gras)
- 1959: Sensation auf Seite 1 (The Story on Page One)
- 1959: Das gibt’s nur in Amerika (A Private’s Affair)
- 1959: Die 9-Meter-Braut (The 30 Foot Bride of Candy Rock), als General
- 1960: Der fliegende Pauker (The Absent-Minded Professor)
- 1960: Sieben Wege ins Verderben (Seven Ways from Sundown)
- 1960: Unrasiert und fern der Heimat (Wake Me When It’s Over)
- 1961: Die jungen Wilden (The Young Savages)
- 1962: Der Gefangene von Alcatraz (Birdman of Alcatraz)
- 1962: Botschafter der Angst (The Manchurian Candidate)
- 1962: Süßer Vogel Jugend (Sweet Bird of Youth)
- 1962: Spiel mit mir (Billy Rose’s Jumbo)